# Попова Тетяна Олександрівна
Тетяна Олександрівна Попова (нар. 23 березня 1972) — українська футболістка.

## Життєпис
Футбольну кар'єру розпочала в «Текстильнику». У футболці донецького клубу дебютувала 4 липня 1993 року в переможному (2:0) домашньому поєдинку Вищої ліги України проти чернігівської «Легенди». У команді відіграла три сезони, за цей час у Вищій лізі провела 23 поєдинки, ще 4 поєдинки зіграла у кубку України. Дворазова чемпіонка України.

## Досягнення
- Вища ліга чемпіонату України
  -  Чемпіон (2): 1994, 1995

- Кубок України
  -  Фіналіст (1): 1995